# Key Sounds Label
Key Sounds Label là một hãng thu âm độc lập tại Nhật Bản được thành lập vào năm 2001 như một thương hiệu của nhà xuất bản Visual Art's. Key Sounds Label được thành lập để tập hợp và phát hành các nhạc phẩm liên quan đến visual novel sản xuất bởi công ty Key, cũng là một thương hiệu của Visual Art's, nổi tiếng nhờ phát triển các tựa game lớn như Kanon, AIR và CLANNAD. Ngoại trừ hai album và một đĩa đơn được Key và Visual Art's cho ra mắt trước khi hãng thành lập, phần lớn mỗi nhạc phẩm của Key Sounds Label đều lấy cơ sở từ một trò chơi của Key. Cũng có một vài album và đĩa đơn gắn nhãn này không liên quan trực tiếp đến các visual novel của Key, đơn cử là hai đĩa của Lia và một album của Riya. Không như các hãng thu âm thông thường, Key Sounds Label không có bất kì sự cấp phép nào của các nghệ sĩ thực hiện album và đĩa đơn gắn nhãn.
Khi Key Sounds Label mới ra đời, Maeda Jun, Orito Shinji và Togoshi Magome là những nhạc sĩ chủ chốt và họ vẫn giữ vai trò này đến bây giờ, mặc dù Togoshi hiện đã không còn mối liên kết nào với Key hoặc Visual Art's. Key thường bán album và đĩa đơn mang nhãn hiệu này của họ tại hội nghị Comiket. Key Sounds Label không ký hợp đồng với JASRAC hay bất kì cục bản quyền nào khác của Nhật Bản. Vì vậy, các nhạc phẩm của hãng không được bán trong các cửa hàng ở Nhật chung với những đĩa đơn và album khác, nhưng khách hàng vẫn có thể mua chúng thông qua dịch vụ đặt hàng trực tuyến.

## Lịch sử
Key Sounds Label vốn đã được lên kế hoạch từ năm 1999, hai năm trước khi album đầu tiên của hãng ra mắt. Khi visual novel đầu tay của công ty Key, thuộc quyền của nhà xuất bản Visual Art's, phát hành dưới tựa đề Kanon, Key đã tiến hành hòa âm album Anemoscope và đính kèm nó với phiên bản đầu tiên của Kanon, phát hành trong tháng 6 năm 1999. Nhạc phẩm thứ hai là một đĩa đơn, ra mắt vào tháng 11 cùng năm. Nhạc phẩm thứ ba, một album hòa âm khác, phát hành tiếp theo sau đó vào tháng 9 năm 2000 cùng với phiên bản gốc của AIR, tựa game thứ hai của Key, nó cũng là nhạc phẩm đầu tiên của Key được gắn mã số lô hàng, KYCD-0303. Mỗi trò chơi kèm với ba nhạc phẩm trên đều phát hành dưới dạng phiên bản giới hạn, và do đó chúng không được bán rộng rãi.
Năm 2001, Visual Art's và Key quyết định thành lập Key Sounds Label, đồng thời tiến hành biên mục các album và đĩa đơn của hãng với đuôi "KSLA–", theo sau là bốn ký tự nhãn. Ví dụ, nhạc phẩm đầu tiên mang mã số KSLA-0001. Hai nhạc phẩm đầu tiên của hãng là một album và đĩa đơn được ra mắt trong hội nghị Comiket 60 diễn ra vào tháng 8 năm 2001, chúng được Key bán ra thị trường sau đó. Kể từ đó, Key thường xuyên bán các album và đĩa đơn gắn nhãn Key Sounds Label của họ trong các kỳ Comiket tiếp theo. Sau những dịp ra mắt các sản phẩm của Kanon và AIR, Key tiếp tục phát hành thêm ba album nữa cũng đính kèm với các visual novel tiếp theo của công ty là CLANNAD, Little Busters! và Little Busters! Ecstasy. Ba album này đã không bao giờ tái phát hành, và thậm chí cũng không được xuất hiện trong danh sách đĩa nhạc trực tuyến của Key Sounds Label. Khoảng đầu năm 2008, ba album của hãng có thể mua thông qua iTunes Store—một phần của album -Memento- và Recollections, cùng phiên bản đầy đủ của album Ma-Na—mang tên Key Sound Team. Sau đó, -Memento- bị gỡ bỏ, và phiên bản đầy đủ của Recollections được đưa vào thay thế.
Hầu hết nhạc phẩm của Key Sounds Label chứa các ca khúc trong những visual novel của Key, cho dù chúng là soundtrack gốc, album remix, hay đĩa đơn và album nhạc hình. Cũng có một số đĩa đơn và album khác do các nhân viên của Key sản xuất nhưng chưa từng xuất hiện trong những sản phẩm của công ty. Ví dụ, album đầu tiên của hãng, Humanity..., chỉ là một nhạc phẩm do nhóm sản xuất Work-S của Orito Shinji phát hành. Hai maxi single chứa các bài hát do Lia trình bày được Key Sounds Label phát hành vào tháng 12 năm 2002 và tháng 8 năm 2003. Một album có tựa Love Song đã ra mắt vào tháng 8 năm 2005 chứa các bài hát do Riya của nhóm Eufonius thực hiện. Tháng 12 năm 2006, Key Sounds Label sản xuất drama CD đầu tiên của hãng, và hai đĩa tiếp theo ra mắt trong tháng 7 năm 2007. Cũng trong tháng 12 năm 2006, đĩa đơn nhạc anime đầu tiên của hãng được sản xuất để kỷ niệm sự thành công của hai sê-ri anime truyền hình chuyển thể từ Kanon, và đĩa nhạc anime cho loạt TV anime CLANNAD phát hành tiếp theo trong tháng 10 năm 2007. Đĩa nhạc anime thứ ba, lần này là dành cho sê-ri TV anime CLANNAD ~After Story~, ra mắt trong tháng 11 năm 2008. Một album remix ngắn của CLANNAD ~After Story~ cũng đã phát hành trong tháng 12 cùng năm. Những đĩa đơn và album của Angel Beats!, anime gốc đầu tiên của Key, đã phát hành từ tháng 4 đến tháng 12 năm 2010. Key Sounds Label đang tiến hành ra mắt các nhạc phẩm trong hai tựa game thứ tám và thứ chín của Key là Kud Wafter và Rewrite.

Áp phích buổi hòa nhạc KSL Live World 2008, với hai nhân vật chính trong Little Busters! là Natsume Rin và Kamikita Komari.

EP đầu tiên của Key Sounds Label chứa các ca khúc trong AIR và được phát hành trong buổi hòa nhạc đầu tiên của nhóm nhạc trance Nhật Bản OTSU, tổ chức trong tháng 5 năm 2006. EP thứ hai chứa các nhạc phẩm trong Little Busters! và ra mắt trong buổi hòa nhạc thứ hai của OTSU, tổ chức vào tháng 5 năm 2008. Cả hai buổi hòa nhạc đều được Key Sounds Label tài trợ, và cả hai EP đều phát hành dưới dạng đĩa ghi âm. Album OTSU Club Music Compilation đầu tiên chủ yếu chứa những ca khúc đã phối lại (remix) trong các visual novel của Key, ra mắt trong tháng 6 năm 2006. Album OTSU Club Music Compilation thứ hai phát hành trong tháng 2 năm 2008 như để quảng bá cho buổi hòa nhạc thứ hai của OTSU, và những nhạc phẩm remix trong Little Busters!. Nhạc phẩm thứ ba của OTSU, OTSU:Blasterhead, cũng chứa những ca khúc remix trong các visual novel của Key và ra mắt vào tháng 2 năm 2009.

### Các buổi hòa nhạc
Key đã tổ chức một buổi hòa nhạc như một phần của lễ kỷ niệm mười năm thành lập công ty gọi là KSL Live World 2008 ~Way to the Little Busters! EX~, trình diễn vào ngày 10 tháng 5 năm 2008 ở Tōkyō, Nhật Bản và diễn lại vào ngày 17 tháng 5 năm 2008 ở Osaka, Nhật Bản. Mỗi lần diễn kéo dài hai tiếng rưỡi đồng hồ được hát bởi Lia, Rita, Chata và Tamiyasu Tomoe, những ca sĩ đã từng thực hiện các album và đĩa đơn do Key Sounds Label phát hành trước đó. Vé vào cửa của sự kiện lần đầu có thể mua thông qua dịch vụ đặt hàng trực tuyến vào ngày 26 tháng 3 năm 2008. Một đĩa CD đôi album remix có tựa KSL Live World 2008 ~Pamphlet and Memorial Disc~ đã được bán trong cả hai buổi hòa nhạc, mang mã số lô hàng KSLC-0001—0002, và chứa sáu phiên bản có lời đã remix từ ca khúc chủ đề mở đầu "Last regrets" của Kanon' trong track A-side của album; hai trong số các bài hát đã từng xuất hiện trong các nhạc phẩm trước đó của Key Sounds Label, và một từ album biên soạn năm 1999 Regret của nhóm I've Sound. Track B-side có chứa một bản ghi âm những cuộc trò chuyện theo nhóm của các nghệ sĩ trình diễn trực tiếp trong buổi hòa nhạc. Một live album chứa bản ghi âm của buổi hòa nhạc thứ hai ở Osaka phát hành vào tháng 12 năm 2008 mang tên KSL Live World 2008 ~Way to the Little Busters! EX~.
Một buổi hòa nhạc khác gọi là KSL Live World 2010 ~Way to the Kud-Wafter~ đã được tổ chức ở Tōkyō vào ngày 21 tháng 5 năm 2010 và trình diễn lần hai vào ngày hôm sau 22 tháng 5 năm 2010. Những ca khúc trong buổi hòa nhạc lần này được hát bởi Suzuki Keiko, Suzuta Miyako, Tada Aoi, Tamiyasu Tomoe, Chata, Marina, Lia, LiSA, Rita và nhóm Eufonius; tuy nhiên, Eufonius chỉ xuất hiện trong đêm diễn 22 tháng 5. Những MC trong buổi hòa nhạc là Orito Shinji và Rita; Maeda Jun cũng xuất hiện trong đêm diễn. Vé vào cửa của sự kiện lần đầu có thể mua thông qua dịch vụ đặt hàng trực tuyến vào ngày 30 tháng 3 năm 2010. Một live album có chứa bản thu âm của buổi hòa nhạc ngày 22 tháng 5 đã được phát hành trong tháng 12 năm 2010 mang tựa KSL Live World 2010 ~Way to the Kud Wafter~.

## Nghệ sĩ
Không giống với những hãng thu âm thông thường, Key Sounds Label không có bất kì sự cấp phép nào của các nghệ sĩ thực hiện album và đĩa đơn gắn nhãn. Khi hãng mới thành lập, Maeda Jun, Orito Shinji và Togoshi Magome của Key là những nhà soạn nhạc chủ chốt và họ vẫn tiếp tục đóng góp phần lớn trong các nhạc phẩm của Key Sounds Label cho đến nay. Tuy nhiên, vào tháng 10 năm 2006, Togoshi từ chức và từ đó ông không còn mối liên kết nào với Key hay Visual Art's. Một trong những sáng lập viên của Key là OdiakeS, rời khỏi Key trước khi Key Sounds Label thành lập, nhưng ông đã soạn nhạc trong Kanon Original Soundtrack và hòa phối các nhạc phẩm trong album remix -Memento- của CLANNAD. Key Sounds Label nhận sự đóng góp luân phiên từ nhiều ban nhạc và ca sĩ Nhật Bản khác nhau, một số trong đó đến từ nhóm sản xuất nhạc techno/trance I've Sound, cũng thuộc quyền Visual Art's, chẳng hạn như Ayana, Lia, Mell và Shimamiya Eiko. Những ca sĩ khác gồm có: Annabel, Chata, Karuta, LiSA, Marina, Mizutani Runa, Psychic Lover, Rita, Riya, Sakurai Harumi, Shimotsuki Haruka, Suzuki Keiko, Suzuta Miyako, Tada Aoi, Yanagi Nagi, và Tamiyasu Tomoe có phát hành những bản thu âm gắn nhãn. Các đơn vị âm nhạc Work-S, Eufonius, OTSU, PMMK và MintJam cũng đóng góp trong các nhạc phẩm của Key Sounds Label. Những nhạc sĩ trong nhóm I've Sound đã hợp tác với Key trong khâu hòa âm các ca khúc, cùng nhiều người khác nữa.